# Kadú
Aldo Geraldo Manuel Monteiro znany jako Kadú (ur. 30 listopada 1994 w Porto Amboim) – angolski piłkarz grający na pozycji bramkarza. Od 2023 jest zawodnikiem klubu FC Oliveira do Hospital.

## Kariera klubowa
Swoją karierę piłkarską Kadú rozpoczynał w juniorach takich klubów jak: Arrentela (2007-2008), CF Os Belenenses (2008-2009) i FC Porto (2009-2011). W 2011 roku awansował do pierwszego zespołu Porto. 12 maja 2012 zadebiutował w nim w pierwszej lidze portugalskiej w wygranym 5:2 wyjazdowym meczu z Rio Ave FC. W sezonie 2011/2012 wywalczył z Porto mistrzostwo Portugalii. W latach 2012-2015 występował w rezerwach Porto.
Latem 2015 Kadú został wypożyczony do Varzim SC. Swój debiut w nim zaliczył 30 sierpnia 2015 w wygranym 2:1 domowym meczu z Benfiką B. W Varzim grał przez rok. W sezonie 2016/2017 występował w trzecioligowym CD Trofense.
Latem 2017 Kadú przeszedł do UD Oliveirense. Zadebiutował w nim 12 maja 2018 w wygranym 1:0 domowym meczu z FC Arouca. W Oliveirense spędził dwa lata. Następnie grał w klubach z trzeciej ligi takich jak: SC Espinho (2019-2021), UD Oliveirense (2021-2022) i FC Alverca (2022-2023). W 2023 przeszedł do FC Oliveira do Hospital.
| Sezon   | Klub           | Kraj       | Rozgrywki     | Mecze | Bramki |
| ------- | -------------- | ---------- | ------------- | ----- | ------ |
| 2011/12 | FC Porto       | Portugalia | Primeira Liga | 1     | 0      |
| 2012/13 | FC Porto B     | Portugalia | Segunda Liga  | 0     | 0      |
| 2013/14 | FC Porto B     | Portugalia | Segunda Liga  | 24    | 0      |
| 2014/15 | FC Porto B     | Portugalia | Segunda Liga  | 21    | 0      |
| 2015/16 | Varzim SC      | Portugalia | Segunda Liga  | 8     | 0      |
| 2016/17 | CD Trofense    | Portugalia | Liga 3        | 12    | 0      |
| 2017/18 | UD Oliveirense | Portugalia | Segunda Liga  | 1     | 0      |
| 2018/19 | UD Oliveirense | Portugalia | Segunda Liga  | 10    | 0      |
| 2019/20 | SC Espinho     | Portugalia | Liga 3        | 18    | 0      |
| 2020/21 | SC Espinho     | Portugalia | Liga 3        | 10    | 0      |
| 2021/22 | UD Oliveirense | Portugalia | Liga 3        | 13    | 0      |
| 2022/23 | FC Alverca     | Portugalia | Liga 3        | 24    | 0      |

## Kariera reprezentacyjna
W reprezentacji Angoli Kadú zadebiutował 7 września 2021 w przegranym 0:1 meczu eliminacji do MŚ 2022 z Libią, rozegranym w Luandzie. W 2024 roku został powołany do kadry na Puchar Narodów Afryki 2023. W tym turnieju nie rozegrał żadnego meczu.